# Klimatická litigace

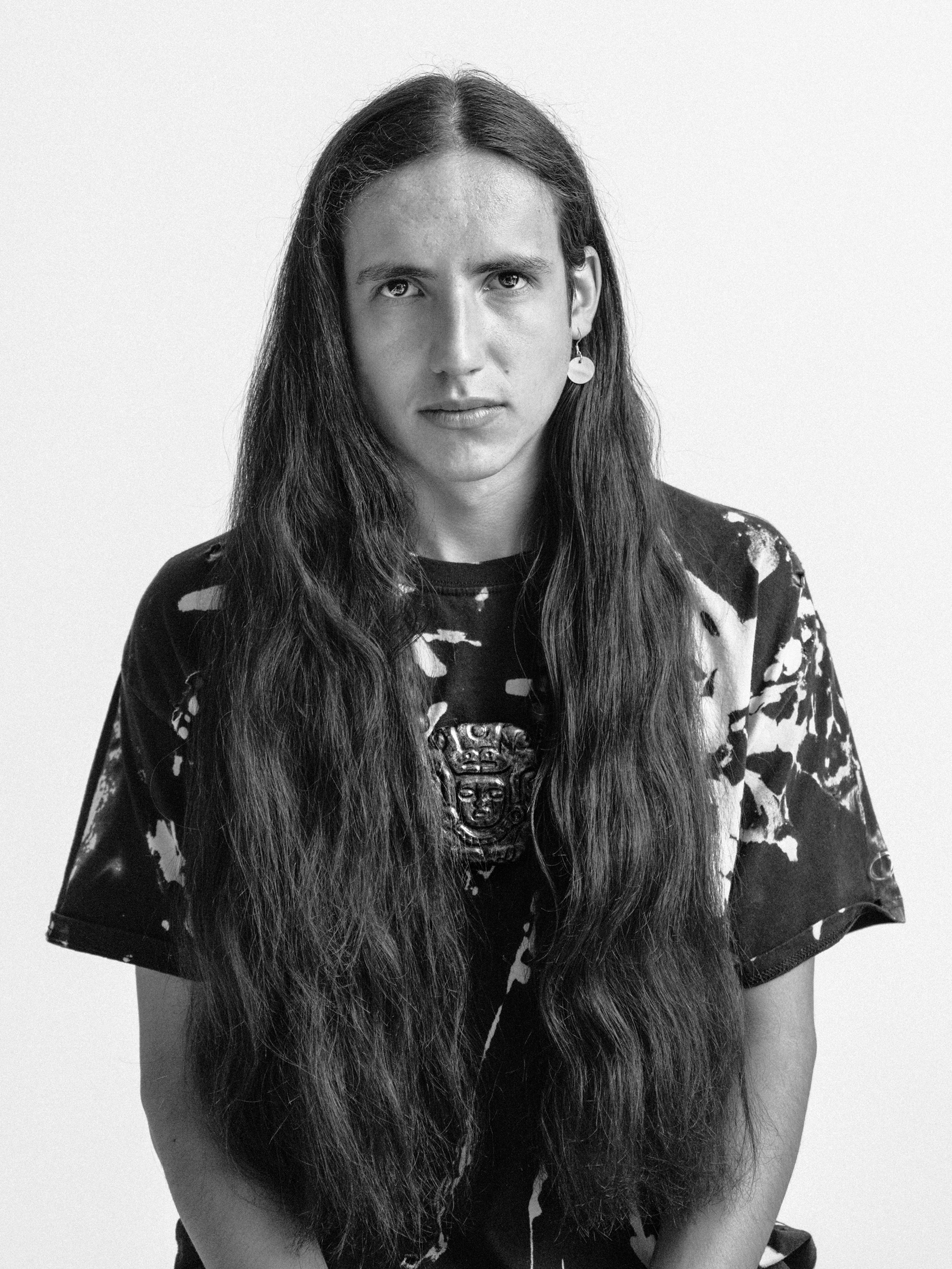
Xiuhtezcatl Martinez byl žalobcem ve věci Juliana v. Spojené státy americké a taktéž ve sporu Martinez v. Colorado Oil and Gas Conservation Commission

Právní procesy v oblasti změny klimatu, také známé jako klimatická litigace, je nově vznikající odvětví environmentálního práva, přesněji klimatického práva, využívající právní praxi a precedens pro snahu o zmírnění změny klimatu ze strany veřejných institucí a soukromých společností. Ve světle postupující klimatické krize v rámci soudních sporů vystupují právníci, aktivisté, vědci i občanská sdruženi proti nedostatečným klimatickým politikám a opatřením ze strany vlád, neúměrné emitaci skleníkových plynů či uhlíkově náročné infrastruktuře.
Klimatickou litigací tedy rozumíme jakýkoliv správní nebo soudní spor od federální až na místní úroveň, jež se týká problematiky změny klimatu. Dnes již rozšířený trend klimatických žalob se rozmohl především v reakci na pronikání problematiky změny klimatu do mezinárodní politiky, stěžejním krokem bylo podepsání Rámcové úmluvy OSN o změně klimatu, a s ní souvisejícího Kjótského protokolu, nebo Pařížské dohody.
Počátkem 21. století se prostřednictvím legislativy zformovaly legální právní rámce pro boj proti změně klimatu a stále větší množství soudních případů tohoto typu umožnilo propojení právních předpisů spojujících opatření v oblasti klimatu s právními výzvami v oblasti ústavního práva, správního práva, soukromého práva, práv ochrany spotřebitele nebo lidských práv.
Klimatické litigace v mnoha případech využívají lidskoprávní argumentaci a tlačí na prosazování klimatické spravedlnosti či uznání vazeb mezi lidskými právy a klimatickou změnou či uznání porušení práv budoucích generací. Počet klimatických litigací po světě navíc konstantně roste - od roku 2017 se jejich počet prakticky zdvojnásobil a databáze evidují přes 1300 případů v USA a přes 480 případů v dalších zemích, v roce 2021 byla klimatická žaloba podána i v České republice.
Přelomovým se stal rozsudek z roku 2019 ve věci Urgenda Foundation v. State of the Netherlands, kde nizozemský nejvyšší soud rozhodl ve prospěch stěžovatele a udal státu Nizozemsko závazná kritéria pro klimatickou politiku. Tento precedens inspiruje další klimatické litigace tohoto formátu a významně podporuje další progresivní klimatickou politiku.

## Typy klimatických litigací
Klimatické litigace lze členit do mnoha kategorií, např. dle účelu žaloby, povahy žalobců (fyzická osoba, nestátní nezisková organizace…) a žalovaných (vláda, soukromé společnosti), orgánu, ke kterému je litigace podána, či dle předmětu sporu. Klimatické spory obvykle spadají pod jeden z pěti typů základních právních odvětví:
- Ústavní právo – zaměřeno na porušování ústavních práv ze strany státu.
- Správní právo – zpochybňuje podstatu správního rozhodování, jako je udělování povolení pro projekty s vysokými emisemi.
- Soukromé právo – napadá korporace nebo jiné organizace za nedbalost, obtěžování, přestupek, veřejnou důvěru a bezdůvodné obohacení.
- Podvody nebo ochrana spotřebitele – obvykle vyzývají společnosti k zkreslování informací o dopadech na klima.
- Lidská práva – argumentace zdůrazňující nečinnost v boji proti změně klimatu nebo ochraně souvisejících přírodních zdrojů, jako je atmosféra nebo deštné pralesy, která výrazně zasahuje do základních lidských práv.[7]

Nejfunkčnějším členěním klimatických litigací ale je pravděpodobně následující:
- Žaloby proti státům či orgánům veřejné moci – proregulační litigace.
- Žaloby proti povolování energeticky a uhlíkově náročných projektů a infrastruktury – povolovací litigace.
- Žaloby proti soukromým společnostem – odpovědnostní litigace.[8]

Následující kapitoly nemají za cíl podat vyčerpávající výčet klimatických litigací, naopak spíše stručně nastínit nejdůležitější případy.

## Proregulační litigace – dle států

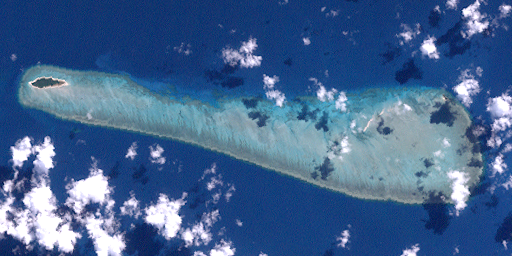
Ostrovům Torrresova průlivu hrozí, že zmizí pod mořskou hladinou.

### Austrálie
V únoru 2020 měla Austrálie druhý největší počet doposud neuzavřených případů na světě, téměř 200 případů.
Příkladem australské litigace budiž případ Pabai Pabai & Guy Paul Kabai v. Commonwealth of Australia otevřený v roce 2021, v rámci něhož obyvatelé ostrovů Torresova průlivu žalují australskou vládu za nečinnost a neschopnost snižovat emise skleníkových plynů, která donutí jejich komunity k migraci do jiných oblastí vlivemi zvyšování hladiny moří následkem klimatické změny, díky čemuž se některé z ostrovních oblastí stanou neobyvatelnými.

### Francie
Francie je zemí s úspěšnou klimatickou žalobou. Úspěšně pro stěžovatele dopadl případ Notre Affaire à Tous and Others v. France, v rámci něhož v roce 2018 zaslaly čtyři neziskové organizace stížnost francouzské vládě a jejímu předsedovi (Edouard Philippe) z důvodu nečinnosti ohledně klimatických změn. Stížnost byla zamítnuta, nicméně stěžovatelé podali žalobu ke správnímu soudu v Paříži, případ získal silnou podporu veřejnosti, především pak přes dva miliony petičních podpisů, a získal si tak pseudonym „Případ století“ (L'Affaire du Siècle). Stěžovatelé se v rámci své žaloby odvolali mimo jiné i na evropskou Úmluvu o ochraně lidských práv a základních svobod, jedná se tedy o litigaci s lidskoprávním přesahem.
V únoru 2021 soud rozhodl, že nečinnost vlády způsobuje vlivem změny klimatu ekologickou újmu a nařídil jí, aby do dvou měsíců předložila kroky, které ve věci změny klimatu učiní. V říjnu téhož roku soud své rozhodnutí upřesnil a francouzské vládě nařídil, aby do konce roku 2022 přijala okamžitá a konkrétní opatření ke splnění svých závazků v oblasti snižování emisí uhlíku a nápravě škod způsobených jeho nečinností. Francie se zavázala ke snížení emisí skleníkových plynů o 40 procent do roku 2030 ve srovnání s úrovněmi z roku 1990 a k dosažení uhlíkové neutrality do roku 2050. Úspěch na francouzské půdě oslavil i klimatický případ Commune de Grande-Synthe v. France z roku 2019.

### Německo

Globální teploty mezi lety 1850 a 2018 viditelně stouply.

Že je nutné zvýšit klimatické ambice bylo rozhodnuto již i v Německu. V rámci německé klimatické ústavní stížnost v roce 2021 Spolkový ústavní soud rozhodl, že vládní opatření na ochranu klimatu jsou nedostatečná k ochraně budoucích generací a že vláda má čas do konce roku 2022 na zlepšení své legislativy o ochraně klimatu. Zároveň byl klimatický zákon z roku 2019 označen za protiústavní, jelikož dostatečně nespecifikuje nutná opatření, a už vůbec neobsahuje opatření natolik ambiciózní, aby bylo možné dosáhnout uhlíkové neutrality do roku 2050, což by v budoucnu vedlo k opatřením masivních rozměrů a narušování lidských práv. Jak okomentoval prof. JUDr. Jan Kysela, Ph.D., DSc. z Právnické fakulty Univerzity Karlovy, toto rozhodnutí je významné i pro Českou republiku, jelikož německé ústavní soudnictví je vzorem i pro to české a rozhodnutí Spolkového ústavního soudu může být inspirací i pro český Ústavní soud.

### Irská republika
V červenci 2020 vyhrála organizace Friends of the Irish Environment významný případ proti irské vládě, v rámci něhož argumentovala, že vláda nepodnikla dostatečné kroky k řešení klimatické a ekologické krize. Nejvyšší soud Irska rozhodl, že National Mitigation Plan, plán irské vlády pro zmírnění klimatické změny z roku 2017 je nedostatečný, přičemž uvedl, že neposkytuje dostatek podrobností o tom, jakým způsobem stát sníží emise skleníkových plynů a je v rozporu jak s irským klimatickým zákonem, tak i s evropskou Úmluvou o ochraně lidských práv a základních svobod. Organizace se domáhala zrušení tohoto neadekvátního mitigačního plánu, čemuž Irský nejvyšší soud v roce 2020 vyhověl, ačkoliv nepotvrdil jeho rozpor s jakýmikoliv lidskými právy.

### Nizozemí

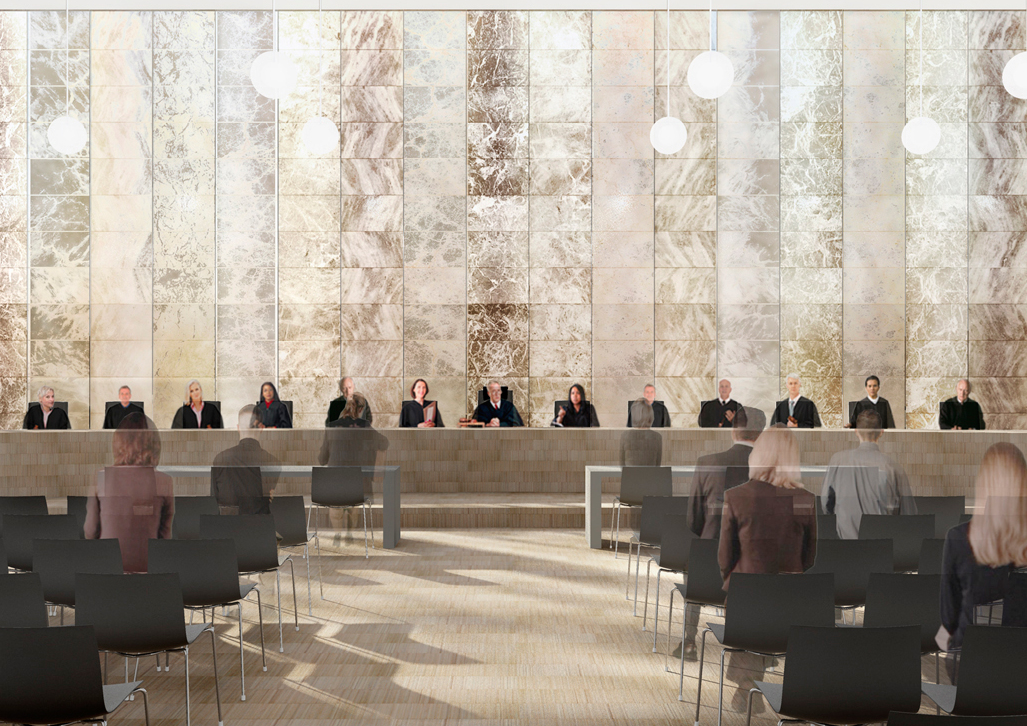
V roce 2019 Nejvyšší soud Nizozemí potvrdil, že vláda musí snížit emise oxidu uhličitého, protože změna klimatu ohrožuje lidské zdraví.

Nizozemsko se v návaznosti na Pařížskou dohodu zavázalo prostřednictvím různých průběžných cílů snížit své emise oxidu uhličitého z úrovně roku 1990 o 49 % do roku 2030. Země by však svého cíle pravděpodobně nedosáhla, jelikož svůj původní cíl zredukovat emise o 30 % snížila na pouhých 14-17 %.
V roce 2012 přišel nizozemský právník Roger Cox s nápadem protestovat proti nedostatečné politice ve věci změny klimatu soudní cestou. V roce 2013 nadace Urgenda s dalšími 900 spolužalovateli podala na nizozemskou vládu žalobu „za nepřijetí dostatečných opatření ke snížení emisí skleníkových plynů, které způsobují nebezpečné klimatické změny“. Žaloba se odvolávala na evropskou Úmluvu o ochraně lidských práv a základních svobod a nizozemskou Ústavu. Jelikož nizozemská vláda již předtím označila oteplení o 2 °C za „krajní hranici vzestupu průměrné globální teploty“, bylo usnadněno dokazování.
V prvním stupni řízení v roce 2015 okresní soud v Haagu rozhodl, že nizozemská vláda musí do roku 2020 snížit emise alespoň o 25 %, aby ochránila své občany před změnou klimatu. Dále soud označil dosavadní klimatickou politiku za deliktní a poukázal na nutnost převádět nizozemské emise v globálním měřítku per capita (na hlavu) . Po sérii odvolání nizozemský nejvyšší soud předchozí soudní rozhodnutí potvrdil a potvrdil pozitivní závazek státu ke snižování svých emisí. Rozsudek tohoto případu byl popsán jako „rozsudek vytvářející precedens“ a případ Urgenda jako „první světová žaloba za klimatickou odpovědnost“.

### Belgie
Klimatická žaloba v Belgii se podobá té v Nizozemsku - uskupení belgických občanů žalovalo vládu za málo ambiciózní klimatickou politiku a požadovali snížení emisí o 40 % do roku 2020 a 87,5 % do roku 2050 pod úroveň roku 1990. V červnu 2021, po šest let dlouhé právní bitvě, Soud prvního stupně rozhodl, že klimatické cíle belgické vlády jsou příliš nízké, a proto „porušují právo na život (článek 2) a právo na respektování soukromého a rodinného života (článek 8)“ Evropské úmluvy o lidských právech, soud ale odmítl pro Belgii stanovit konkrétní cíle.

### Spojené království
Spojené království je třetí zemí s nejvyšším počtem zaznamenaných klimatických litigací. Už po několik let je v britských klimatických litigacích velmi aktivní nevládní nezisková organizace Plan B Earth, která vystupuje nejčastěji proti jednotlivým vládním útvarům. Nejčerstvější je asi petice za soudní přezkum ve věci porušení lidských práv britskou vládou nezavedením patřičných opatření k naplnění závazků plynoucích z Pařížské dohody, která byla podána v květnu roku 2021. Vrchní soud v listopadu téhož roku tomuto případu zamítl povolení pokračovat v další dokumentaci.

### Spojené státy
Spojené státy americké jsou považovány za kolébku klimatických litigací – taky je na jejich území evidováno nejvíce nevyřízených případů – k roku 2021 je jich na americké půdě evidováno asi 1 300. Právní zázemí Spojených států je hodně odlišné od toho evropského – ve Spojených státech se soudní spory ohledně změny klimatu týkají převážně stávajících zákonů, z nichž většina se zaměřuje na soukromé a správní právo. Nejoblíbenějšími základními zákony, které se používají, jsou NEPA – tedy federální zákon o národní environmentální politice (National Environmental Protection Act), zákony o posuzování vlivu na životní prostředí jednotlivých států, zákon o čistém ovzduší (Clean Air Act) a zákon o ohrožených druzích (Endangered Species Act). Více informací o povaze jednotlivých zákonů naleznete v anglické verzi tohoto článku.

#### Massachusetts v.EPA
Jedním z prvních přelomových případů týkající se změny klimatu byl Massachusetts v. Environmental Protection Agency, který se odvolával právě na federální zákon o čistém ovzduší (Clean Air Act). Rozsudek vynesl Nejvyšší soud Spojených států v roce 2007. Žalobu podalo několik amerických států proti Environmental Protection Agency (EPA) poté, co EPA v roce 2003 odmítla regulovat emise oxidu uhličitého a dalších skleníkových plynů jako součást své povinnosti podle zákona o čistém ovzduší (CAA). Nejvyšší soud rozhodl ve prospěch stěžovatele, a sice že CAA opravňuje Agenturu pro ochranu životního prostředí k regulaci skleníkových plynů. Rozhodnutí bylo vydáno za vlády prezidenta George W. Bushe, jehož administrativa ve věci mnoho nekonala. Po nástupu prezidenta Baracka Obamy vydala Agentura na základě rozhodnutí soudu zjištění o ohrožení a navazující předpisy, které ukládají povinnost získat povolení k výstavbě významných zdrojů znečištění, a předpisy regulující emise osobních automobilů.

#### Juliana v. Spojené státy

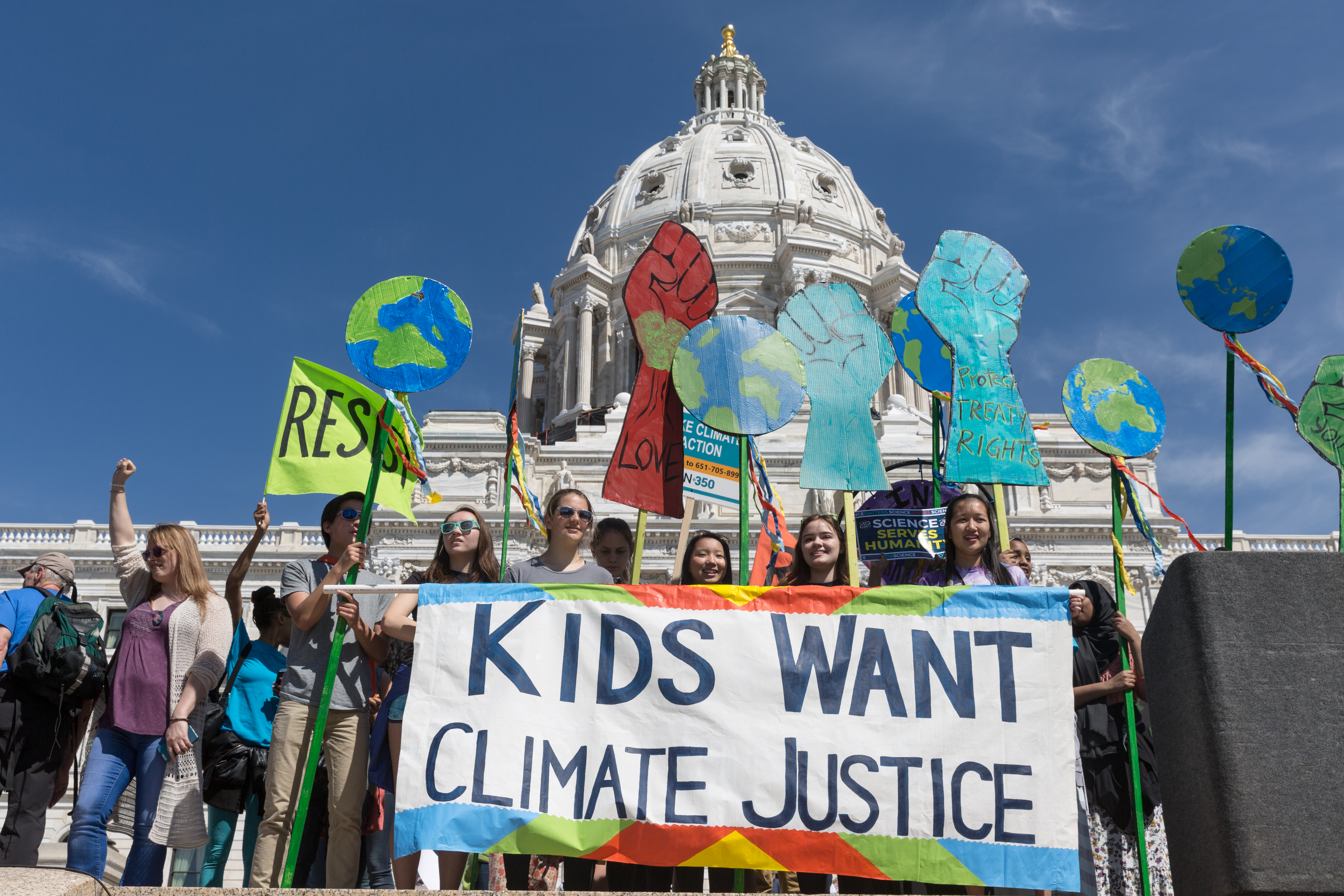
Mladí žalobci z případu Juliana v. United States si přejí klimatickou spravedlnost.

Pravděpodobně nejznámějším a neméně významným je případ Juliana v. United States, v rámci nějž v roce 2015 celkem 21 mladých amerických žalobců, zastoupených organizací Our Children's Trust, podala žalobu na vládu Spojených států vč. prezidenta Obamy, proti nečinnosti vlády ve věci změny klimatu, soustavnému rozvoji fosilní infrastruktury a podpoře spalování fosilních paliv. Dle žalobců tímto vláda záměrně porušovala lidská práva a své závazky, přestože si byla vědoma nebezpečí, jež s sebou klimatická změna nese, a odvolávali se především na tzv. public trust doctrine, dle níž má vláda povinnost patřičně se starat o své přírodní bohatství. Žalobci požadovali především schválení plánu nápravy současné situace a postupné snižování produkovaných emisí. Zatímco mnohé podobné žaloby byly v USA podávány a zamítány soudy z mnoha důvodů, Juliana v. Spojené státy získaly pozornost, když okresní soudkyně Ann Aiken rozhodla, že si případ zaslouží podporu a že právo na klimatický systém příznivý pro lidský život je základním právem podle ústavy Spojených států. Případ Juliana stále není uzavřen, jeho vývoj se však ubírá převážně v neprospěch stěžovatelů. Přesto tento případ dosáhl u dílčích států Spojených států přelomových rozhodnutí a je velkou podporou a inspirací pro další případy klimatických litigací v celosvětovém měřítku.

### Česká republika
Klimatická žaloba se nám již objevila i v České republice. Jejím strůjcem je zapsaný spolek Klimatická žaloba ČR, obec Svatý Jan pod Skalou a jednotliví občané s právní podporou expertní skupiny Frank Bold. Stejně jako mnohé další i česká klimatická žaloba byla inspirována úspěchem klimatické litigace v Nizozemí. Celý proces začal podáním předžalobní výzvy české vládě ke konci roku 2020. Vláda měla veřejně uznat, že strategické dokumenty ČR nejsou v souladu ani s Pařížskou dohodou, ani s cíli EU, a okamžitě přijmout nutná opatření k zamezení dalšího oteplení a postupu klimatické změny. Reakce se spolku dostalo pouze ze strany Ministerstva životního prostředí a tehdejšího ministra Richarda Brabce, který přiznal závažnost postupující klimatické změny a nesoulad strategických dokumentů ČR s cíli Evropské unie, ačkoliv popřel jakýkoliv nesoulad s Pařížskou dohodou a činnost vlády ve věci klimatické změny ohodnotil jako dostatečnou.

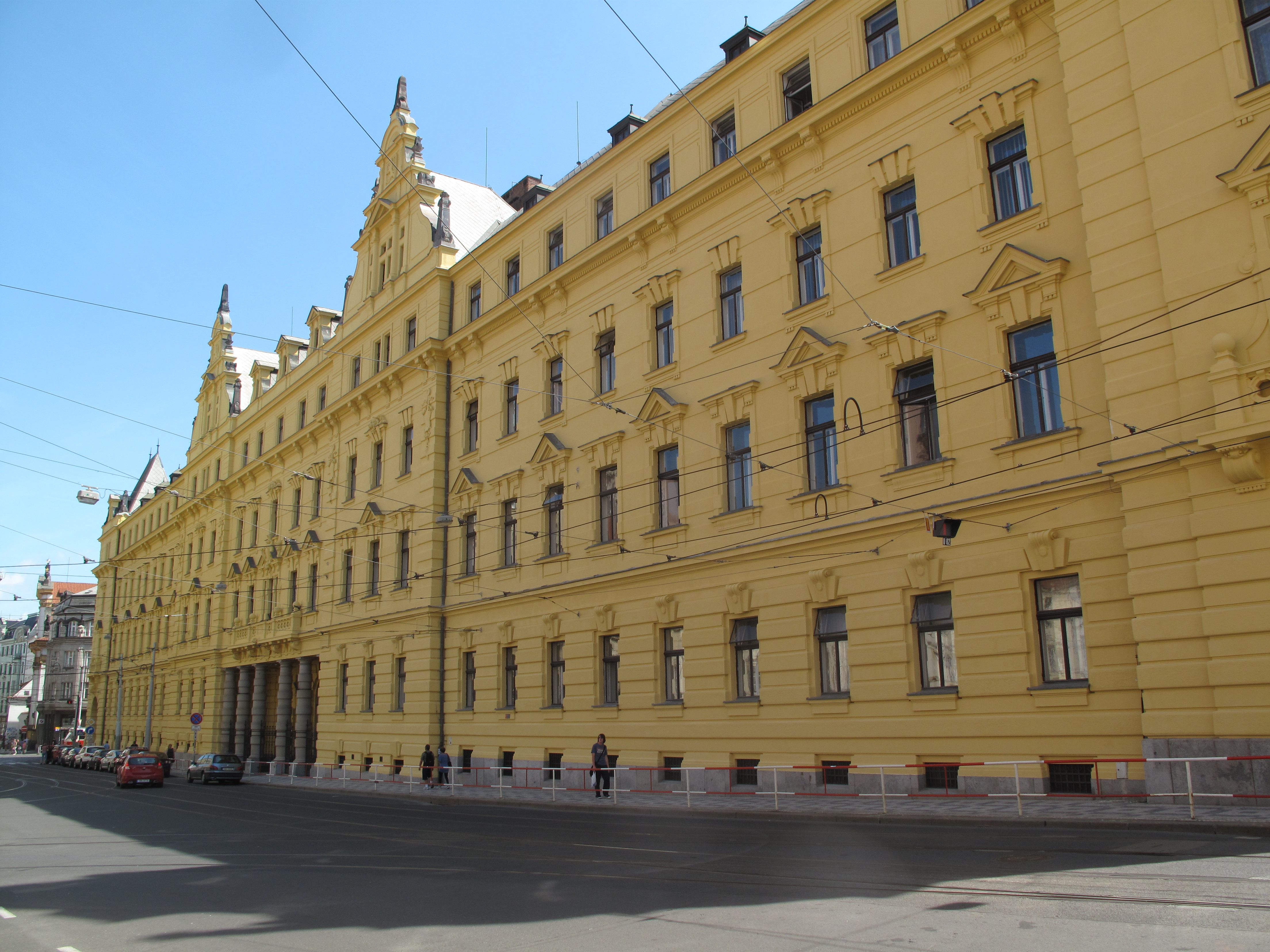
Česká klimatická žaloba se prozatím projednává u Městského soudu v Praze.

Žaloba byla doručena Městskému soudu v Praze ke dni 21. dubna 2021, vytýká exekutivní nečinnost a nedostatečnost cílů na strategické, legislativní, dotační i praktické úrovni v oblasti ochrany klimatu a odvolává se především na Pařížskou dohodu. Žalovanými se stala vláda ČR a čtyři vybraná ministerstva (životního prostředí, zemědělství, dopravy a průmyslu a obchodu). V návaznosti na vyjádření žalovaných, kteří buď argumentují již realizovanými nebo připravovanými opatřeními, zpochybňují právní legitimaci stěžovatelů, zdůrazňují, že práva na příznivé životní prostředí dle čl 41 odst. 1 Listiny základních práv a svobod se lze domáhat pouze v rámci jejích prováděcích zákonů či poukazují, že z mezinárodních smluv včetně Pařížské dohody neplynou žádné konkrétní závazky, byla dne 7. října 2021 soudu doručena replika k těmto vyjádřením, která obhajuje právní legitimaci stěžovatelů a odvolává se na právní precedenty klimatických litigací z jiných zemí.
Na další vývoj této české klimatické litigace si budeme muset počkat. Již teď je ale patrné, že vyvolala rozvoj diskuzí a zájmu veřejnosti, stejně jako důležitou právní argumentaci a rozvoj českého klimatického práva.
Klimatická žaloba navíc není jediným případem klimatické litigace, která se Česka týká. Jeho představitelé čelí taktéž klimatické stížnosti ze strany mladých portugalských občanů, která byla podána k Evropskému soudu pro lidská práva.

## Povolovací litigace

### Spojené království
Významná případ ale úspěšné povolovací litigace pochází z britského prostředí, týkal se totiž rozšíření londýnského letiště Heathrow. V únoru 2020 totiž britský odvolací soud rozhodl o zrušení projektu k výstavbě nové ranveje, která je v rozporu s britskými klimatickými závazky plynoucími především z Pařížské dohody. Litigací proti uhlíkově náročné infrastruktuře není mnoho, proto je toto rozhodnutí významným pro všechny následující případy podobného typu.

### Česká republika
I v České republice proběhl protest proti rozšiřování letiště. Následkem přijetí opomenutí významných zdrojů hluku a emisí Krajský soud v Praze označil vyhodnocení vlivů zásad územního rozvoje na životní prostředí a udržitelný rozvoj území jako nedostatečné, ačkoliv neuznal spojitost mezi rozšířením letiště a porušením Pařížské dohody, jelikož zadavatelem projektu je územní samosprávný celek, nikoliv stát, jež je Pařížskou dohodou vázán. Případ pokračoval podáním kasační stížnosti k Ústavnímu soudu. Balounová jej považuje za první českou klimatickou litigaci.

## Odpovědnostní litigace

### Německo

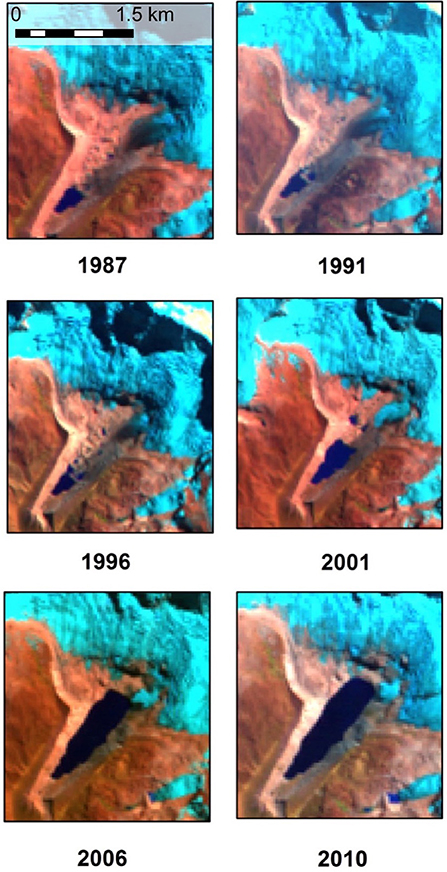
Vody v ledovcovém peruánském jezeře Palcacocha následkem klimatických změn přibývá, jezero se tak stává hrozbou.

Jeden případ od německých soudů je také ukázkou globálního rozměru klimatické změny. V rámci případu Luciano Lliuya v. RWE AG totiž německou energetickou společnost RWE žaluje peruánský farmář Saúl Luciana Lliuya, jelikož jeho rodné městečko Huaraz ohrožuje ledovcové jezero Palcacocha hrozící přetržením stávající hráze. Objem jezera nabývá následkem roztávání pevninských ledovcových útvarů, ke kterému dochází vlivem klimatických změn a globálního oteplování. Žalobce žádá po společnosti RWE kvůli jejímu prokazatelnému podílu na emisích způsobujících změnu klimatu odškodnění ve výši nákladů na novou a bezpečnější přehradu. Jelikož soud v Essenu žalobu odmítl, je případ aktuálně v rukou vrchního soudu v Hammu, který nařídil provést dokazování. To se bohužel zdrželo následkem pandemie covidu-19. Jedná se o případ odpovědnostní litigace, kdy je žalována soukromá společnost za účelem náhrady škody.

### Nizozemí
V Nizozemí proběhla i odpovědností litigace proti soukromé společnosti. Ve věci Milieudefensie et al proti Royal Dutch Shell v květnu 2021 okresní soud v Haagu nařídil společnosti Royal Dutch Shell, aby do konce roku 2030 snížila své globální emise uhlíku o 45 % ve srovnání s úrovněmi v roce 2019, a potvrdil odpovědnost společnosti za jí vyprodukované emise včetně těch od dodavatelů a zákazníků jejích produktů.

## Litigace proti klimatickým aktivistům
Ačkoliv se procesy namířené proti klimatickým aktivistům hodně liší od již výše zmíněných případů, klimatickou litigací může být jakýkoliv případ týkající se problematiky změny klimatu nehledě na to, zda je cíl žaloby pro klima příznivý či nepříznivý. Jelikož je mnoho občanů různých zemí postupující klimatickou změnou citelně zasaženo, volí různé druhy protestů a projevů nesouhlasu, z nichž mnohé se pohybují na hraně zákona. Případů týkajících se klimatických aktivistů obžalovaných v trestním řízení je tedy nemálo.
Například z neoprávněného vniknutí byli obviněni švýcarští aktivisté po protestu proti investicím banky Credit Suisse do fosilních paliv, který byl zinscenován jako tenisový zápas. Soud rozhodl ve prospěch aktivistů, jejichž chování bylo dle rozsudku kvůli krizovým okolnostem nutné a přiměřené, odvolací soud v Renens nicméně toto rozhodnutí zrušil.
Obdobným případem je i kauza známá jako „Take Down Macron“, česky „sejměte Macrona“, kdy dva klimatičtí aktivisté odcizili portrét francouzského prezidenta, aby poukázali na prezidentovu, potažmo celé Francie, nečinnost a selhání v klimatické politice. Oběma aktivistům byla uložena pokuta, soud ale obžalované zprostil obvinění, jelikož klimatická změna vážně ohrožuje budoucnost francouzských občanů, a aktivisté svůj čin provedli z důvodu nemožnosti dialogu s vládou. Další četné případy se týkají aktivistů hlásící se k hnutí Extinction Rebellion – např. případ osvobození Rogera Hallama či Angely Ditchfield  a mnohé další.